# Hemiceras latior
Hemiceras latior är en fjärilsart som beskrevs av Max Wilhelm Karl Draudt 1933. Hemiceras latior ingår i släktet Hemiceras och familjen tandspinnare. Inga underarter finns listade i Catalogue of Life.